# 乃木坂春香の秘密 ぴゅあれっつぁ♪ あらかると
『乃木坂春香の秘密 ぴゅあれっつぁ♪ あらかると』（のぎざかはるかのひみつ ぴゅあれっつぁ あらかると）は、テレビアニメ『乃木坂春香の秘密 ぴゅあれっつぁ♪』のキャラクターソングとミニドラマとサウンドトラックが収録されているアルバムシリーズ。

## リリース一覧
オーディオドラマと書かれているものはミニドラマ、太字が楽曲、普通の文字のものはサウンドトラックとする

### 1
2009年（平成21年）11月26日にジェネオン・ユニバーサルより発売された。CDジャケットには、乃木坂春香と乃木坂美夏とアリスティア゠レインが描かれている。
1. オーディオドラマ『もらってください……☆』[14:28]
2. ジングルベル [3:04]
歌：乃木坂春香&乃木坂美夏（能登麻美子&後藤麻衣）
作曲：ジェームズ・ピアポント、編曲：渡辺剛
3. オーディオドラマ『秘密だよ♪』
4. クリスマスをやめないで! [4:16]
歌：N's
作詞：くまのきよみ、作曲・編曲：大久保薫
5. ぴゅあれっつぁ♪の日常 [1:54]
6. Xmasだよ、おにいさん! [1:44]
7. ノクターン女学院ラクロス部 [1:36]
8. 私、初めてなので、、、[1:46]
9. あいかわらずな三バカ [1:10]
10. コミカルぴゅあれっつぁ♪ [1:12]
11. アリス発動 [0:34]
12. やっほー、おにいさん! [1:09]
13. ドキドキする心 [1:44]
14. 話し相手 [1:42]
15. 私、のクリスマスです… [3:25]

### 2
2009年（平成21年）12月23日にジェネオン・ユニバーサルより発売された。CDジャケットには、桜坂葉月と七城那波とアリスティア゠レインと天王寺冬華が描かれている。
1. オーディオドラマ『泊めなさい!』[16:23]
2. 御機嫌絶対零度 [4:14]
歌：天王寺冬華（釘宮理恵）
作詞：くまのきよみ、作曲・編曲：渡辺剛
3. オーディオドラマ『ご主人様っ♪』 [13:50]
4. したい！なりたい!乃木坂メイド隊 [4:01]
歌：桜坂葉月&七城那波（清水香里&植田佳奈）
作詞：くまのきよみ、作曲・編曲：三浦誠司
5. 天王寺冬華のテーマ [1:53]
6. 穏やかなぴゅあれっつぁ♪ [1:39]
7. 冬華お嬢様専属執事 [1:44]
8. ゴー!ロドリゲス [1:29]
9. 冬華の秘密 [1:31]
10. あともう少しで… [1:39]
11. みらん登場! [1:55]
12. 雪野原鞠愛のテーマ [1:36]
13. かけがえの無い人たち [2:04]
14. 膨らむ想い [1:39]
15. 乃木坂家メイド隊、参上!! [1:05]

### 3
2010年（平成22年）2月24日にジェネオン・ユニバーサルより発売された。CDジャケットには、乃木坂春香と天宮椎菜が描かれている。
1. 吐息はhow… [5:22]
歌：乃木坂春香（能登麻美子）
作詞：くまのきよみ、作曲：吉富小百合、編曲：馬場"BABI"一嘉
2. オーディオドラマ『恋するラクロス部』[16:37]
3. みっかみかにしてあげる♥ [3:58]
歌：乃木坂美夏（後藤麻衣）
作詞：くまのきよみ、作曲：宮川直巳、編曲：大久保薫
4. オーディオドラマ『とある椎菜の真実愛♪』 [10:38]
5. ごめんねLOVE [4:23]
歌：天宮椎菜（佐藤利奈）
作詞：くまのきよみ、作曲：青野ゆかり、編曲：渡辺剛
6. 二人の時間 [1:39]
7. 夢見る椎菜 [1:54]
8. 最終手段だよ…… [1:26]
9. 入っちゃったかも… [1:59]
10. ただいま真剣勝負真っ最中 [1:36]
11. コクコク [1:34]
12. さすがはコスモ…… [1:42]
13. みらんの思い [1:47]
14. ありがとう裕人 [2:12]
15. Dear My Sweet Heart [3:28]